# Обрехт, Якоб
Я́коб О́брехт (нидерл. Jacob Obrecht, Hobrecht; 1457 или 1458, Гент — 1 августа 1505, Феррара) — фламандский композитор, представитель нидерландской полифонической школы. В отличие от большинства других франко-фламандских полифонистов работал преимущественно на родине.

## Биография
Ничего не известно о музыкальном образовании Обрехта. Возможно, в начале музыкальной карьеры был близок бургундскому двору (где работал его отец, трубач Виллем Хобрехт) и знаком с Антуаном Бюнуа. Во всяком случае, влияние стиля Бенуа прослеживается в ранних сочинениях Обрехта. Генрих Глареан называет Обрехта учителем музыки Эразма, что подразумевает пребывание Обрехта в 1470-е годы в Утрехте или Маастрихте. В 1480-84 годах — регент церкви св. Гертруды в брабантском городке Берген-оп-Зом. В 1484-85 руководил певческой школой в кафедральном соборе Камбре, в 1485-91 — старший певчий (succentor) кафедрального собора св. Донатиана (англ.) в Брюгге. Во время служения в Брюгге в 1487 году совершил первую поездку в Италию, ко двору герцога д’Эсте в Ферраре. В 1492 году — регент собора Антверпенской Богоматери, в 1497 — в Бергене, в 1498—1500 — succentor в Брюгге, в 1501-03 — регент в Антверпене. В 1504 занял пост капельмейстера при дворе Эсте в Ферраре, где через год скончался от чумы.

## Творчество
Из написанного им сохранились двадцать восемь месс (в том числе, на популярные песни «L’homme armé», «Fors seulement», «Malheur me bat», «Maria zart»), около тридцати мотетов и двадцати шансонов. Используя достижения предшественников (прямое влияние на его творчество оказала музыка Антуана Бюнуа; исследователи наблюдают также стилистические параллели с Йоханнесом Окегемом и Жоскеном Депре), Обрехт развил полифоническую технику до пределов возможного. При этом (в отличие от Жоскена) в гармонии он оставался умеренным и держался правил Строгого стиля, стремясь к идеалу «ангельского» благозвучия.

## Издание сочинений
- New Obrecht edition, ed. by Chris Maas et al. Utrecht: Vereniging voor Nederlandse Muziekgeschiedeni, 1983—1999
  - vol.1 (1983). Missa Adieu mes amours; Missa Ave Regina Celorum
  - vol.2 (1984). Missa Beata viscera; Missa Caput
  - vol.3 (1984). Missa de Sancto Donatiano; Missa de Sancto Martino
  - vol.4 (1986). Missa De tous biens playne; Missa Fors seulement; Missa Fortuna desperata
  - vol.5 (1985). Missa Grecorum; Missa Je ne demande
  - vol.6 (1986). Missa L’homme armé; Missa Libenter gloriabor
  - vol.7 (1987). Missa Malheur me bat; Missa Maria zart
  - vol.8 (1988). Missa O lumen ecclesie; Missa Petrus Apostolus
  - vol.9 (1989). Missa Pfauenschwanz; Missa Rose playsante
  - vol.10 (1991). Missae plurimorum carminum (две)
  - vol.11 (1990). Missa Salve diva parens; Missa Scaramella; Missa Sicut spina rosam
  - vol.12 (1992). Missa Si dedero; Missa Sub tuum presidium; Missa Veci la danse Barbari
  - vol.13 (1994). Missa Cela sans plus; Missa Gracioulx et biaulx
  - vol.14 (1994). Missa Je ne seray plus; Missa N’aray-je jamais
  - vol.15 (1995). Motets, Part I; Magnificat (мотеты, магнификат)
  - vol.16 (1996). Motets, Part II
  - vol.17 (1997). Secular works and textless compositions (светская музыка)
  - vol.18 (1999). Supplement (dubia: мотеты, мессы, светская музыка)